# Cocidito madrileño
Cocidito madrileño es una sección humorística del programa radiofónico español en castellano "Más que palabras" del grupo EITB en Radio Euskadi presentado por Javier Vizcaíno que se emite los sábados y domingos de 09:00 a 14:00. Empezó a emitirse en 1999.

## Contenido
Esta es la sección más popular del citado programa, en el que se combinan los comentarios del presentador, algunos cortes radiofónicos con equivocaciones voluntarias e involuntarias de otros programas de radio con contenido político.

## Reconocimientos
Recibió el Premio Ondas 2007 a la "innovación radiofónica".

## Versiones y adaptaciones
Aprovechando su popularidad han visto la luz un libro y una obra de teatro dirigida por Eloi Beato con el mismo nombre.